# São João de Meriti
São João de Meriti est une ville brésilienne de l'État de Rio de Janeiro. Sa population était estimée à 459 356 habitants en 2010. La municipalité s'étend sur 35 km2.

## Maires
| Période | Période | Identité                          | Étiquette | Qualité |
| ------- | ------- | --------------------------------- | --------- | ------- |
| 1997    | 2004    | Antônio Pereira Alves de Carvalho | PMDB      |         |
| 2005    | 2008    | Uzias Mocotó                      | PMDB      |         |
| 2009    | 2012    | Sandro Matos                      | PR        |         |